# Ingvar Skogsberg
Tor Ingvar Gustav Skogsberg, född 16 januari 1937 i Valdemarsvik, är en svensk regissör, manusförfattare och översättare.
Han är bror till flygaren och författaren Bertil Skogsberg och var under en tid gift med översättaren Berit Skogsberg. Han har själv även varit verksam som översättare. Bland författare han översatt märks Julian Barnes och Aidan Chambers. Den mest lästa av hans översättningar torde dock vara Ken Keseys Gökboet (1973).

## Regi
- 1965 - Jessica Lockwood
- 1966 - Krypkasino med T.T.
- 1968 - Okay sailor okay?
- 1973 – Mannen som blev ensam (TV-serie)
- 1975 - Stumpen (TV)
- 1976 - Mina drömmars stad
- 1984 - Svenska brott (TV)

## Filmmanus (urval)
- 1973 – Mannen som blev ensam (TV-serie)
- 1975 - Stumpen (TV)
- 1976 - Mina drömmars stad
- 1979 - Legenden om Svarta Björn (TV)
- 1984 - Svenska brott (TV)

## Översättningar (urval)
- Frank Norman: Pang i bygget (översatt tillsammans med Berit Skogsberg) (Cavefors, 1960)
- John Clellon Holmes: Hornet (The horn) (översatt tillsammans med Berit Skogsberg) (Cavefors, 1961)
- James Barlow: Två skilda världar (This side of the sky) (Geber, 1965)
- Patricia Highsmith: Piskan (A suspension of mercy) (Askild & Kärnekull, 1973)
- Patrick Robertson: Guinness bok om film: filmhistoriens först och störst (The Guinness book of film) (översättning och bearbetning) (Forum, 1982)
- Cornell Woolrich: Svarta rosor: berättelser (Askild & Kärnekull, 1983)
- William Kennedy: Legs – gangstern (Legs) (Legenda, 1986)
- Ray Bradbury: Döden är en ensam historia (Death is a lonely business) (Norstedt, 1986)
- Henry Miller: Kära, kära Brenda: Henry Millers kärleksbrev till Brenda Venus (Dear, dear Brenda) (Forum, 1988)
- Arthur Miller: Tidskurvor: ett liv (Timebends) (Norstedt, 1988)
- Ava Gardner: Ava: mitt liv (Ava: my story) (översatt tillsammans med Dorothee Sporrong) (Legenda, 1991)
- Marlon Brando: Sånger mor lärde mig (Songs my mother taught me) (Norstedt, 1995)
- Ann-Marie MacDonald: På dina bara knän (Fall on your knees) (Natur och kultur, 2000)